# Tidaholms GoIF
Der Tidaholms GoIF, der oftmals auch Tidaholms G&IF oder Tidaholms GIF geschrieben wird, ist ein schwedischer Fußballverein in Tidaholm. Die Mannschaft spielte im Laufe ihrer Geschichte über zwanzig Spielzeiten in der zweithöchsten schwedischen Spielklasse. 

## Geschichte
Der Tidaholms GoIF gründete sich im Dezember 1902. Nach dem Aufstieg in die zweite Liga 1936 etablierte sich der Verein in den folgenden Jahren auf dem zweiten Spielniveau. Nach mehreren Platzierungen im Mittelfeld der Tabelle errang der Klub 1941 hinter GAIS die Vizemeisterschaft in der Division 2 Västra, hatte jedoch sechs Punkte Rückstand. Das Ergebnis wurde in der folgenden Spielzeit wiederholt, als Staffelsieger Lundby IF drei Punkte Vorsprung aufwies. Auch in den anschließenden Spielzeiten hielt sich die Mannschaft im vorderen Ligabereich und gewann 1945 vor Örgryte IS und Karlstads BIK die Staffel. In der Aufstiegsrunde zur Allsvenskan scheiterte die Elf am Konkurrenten Jönköpings Södra IF, der zuvor alle 18 Partien in seiner Staffel gewonnen hatte. Als Vizemeister verpasste der Klub in den zwei anschließenden Spielzeiten die erneute Teilnahme an der Aufstiegsrunde, überstand damit jedoch eine Ligareform in der Zweitklassigkeit.
Nachdem Tidaholms GoIF 1948 in der ersten Spielzeit der nun nur noch in zwei Staffeln ausgetragenen zweiten Liga als Tabellendritter hinter Aufsteiger Landskrona BoIS und Örgryte IS überzeugen konnte, verpasste die Mannschaft mit nur vier Saisonsiegen im folgenden Jahr den Klassenerhalt und stieg mit Billingsfors IK in die Drittklassigkeit ab. Hier etablierte sich der Klub im vorderen Bereich, verpasste jedoch hinter Mannschaften wie Norrby IF, BK Häcken, Kinna IF, Redbergslids IK oder Karlskoga IF mehrfach nur knapp den Wiederaufstieg. Dieser glückte 1959, als aufgrund des besseren Torverhältnisses der punktgleiche Konkurrent Hvetlanda GIF auf den zweiten Platz verwiesen wurde. Dem direkten Wiederabstieg folgte der erneute Staffelsieg, als die Mannschaft die Spielzeit 1959 verlustpunktfrei mit 16 Punkten Vorsprung auf den Tabellenzweiten Huskvarna Södra IS abschloss. Als Fahrstuhlmannschaft pendelte der Verein in den folgenden Jahren im Jahresrhythmus zwischen zweiter und dritter Liga, ehe 1963 der Wiederaufstieg verpasst wurde. 
Nachdem Tidaholms GoIF in der Spielzeit 1966 erneut ein einjähriges Intermezzo in der zweiten Liga hatte, hielt sich der Klub nach dem sofortigen Wiederaufstieg bis 1970 in der Zweitklassigkeit. Wiederum gelang der sofortige Wiederaufstieg, da sich die Mannschaft in der Aufstiegsrunde mit BK Derby und Ulricehamns IFK durchsetzte, konnte sich aber erneut nicht in der Liga halten. In der dritten Liga etablierte sie sich im vorderen Ligabereich. 1977 verpasste sie lediglich aufgrund des schlechteren Torverhältnisses gegenüber dem punktgleichen Motala AIF den Staffelsieg. 
In den folgenden Jahren rutschte Tidaholms GoIF in den mittleren Tabellenbereich ab und verpasste 1980 den Klassenerhalt. Dem sofortigen Wiederaufstieg folgte der abermalige Abstieg in die Viertklassigkeit. Nachdem 1985 die Rückkehr in die dritte Liga gelungen war, wurde der Klub im folgenden Jahr Opfer einer Ligareform und der vierten Liga zugeteilt. Die Mannschaft kehrte als Staffelsieger ins dritte Spielniveau zurück, wo sie sich alsbald im vorderen Tabellenbereich etablierte und 1992 die Rückkehr in die Zweitklassigkeit schaffte. Dort währte der Aufenthalt nur eine Spielzeit. Der Absteiger platzierte sich Mitte der 1990er Jahre regelmäßig im Mittelfeld der dritten Liga, ehe 1997 der erneute Abstieg in die Viertklassigkeit anstand. Tidaholms GoIF verpasste erst in den Aufstiegsspielen den direkten Wiederaufstieg, der im folgenden Jahr als Staffelsieger nachgeholt wurde.
Zu Beginn des neuen Jahrtausends setzte sich Tidaholms GoIF zunächst in der dritten Liga fest, verpasste aber 2004 den Klassenerhalt. In der folgenden Spielzeit wurde die Mannschaft als Tabellenletzter in der vierten Liga Opfer einer Ligareform und stieg in die sechste Liga ab, wo sie sich zunächst im mittleren Tabellenbereich platzierte. 2010 stieg der Klub aus der Sechstklassigkeit ab.
Nach der Rückkehr in die Division 4 verpasste TGoIF 2016 den Aufstieg in die fünfte Spielklasse nur knapp.